# Михельссон, Кристер
Кри́стер Ми́хельссон  (швед. Christer Michelsson; род. 27 марта 1957, Хельсинки, Финляндия) — финский дипломат, Чрезвычайный и Полномочный Посол Финляндии в Литве (с 2016).

## Биография
Родился 27 марта 1957 года в Хельсинки в шведоязычной семье.
В 1985 году защитил магистерскую диссертацию в области права в Хельсинкском университета и с 1986 года поступил на дипломатическую службу в Министерство иностранных дел Финляндии, где с 1986 по 1987 годы работал атташе в административном департаменте.
С 1987 по 1990 годы работал атташе в Посольстве Финляндии в Испании; атташе внешнеэкономического департамента по вопросам торговли с СССР МИД Финляндии; вторым секретарём Посольства Финляндии в СССР.
С 1990 по 1993 годы работал первым секретарём Посольства Финляндии в ФРГ.
С 1993 по 1994 годы обучался на международных курсах (Institut Universaire des Hautes Études Internationales) в Женеве по специализации «политика безопасности».
С 1994 по 1995 годы работал советником Секретариата по делам ЕС МИДа Финляндии, а с 1995 по 1997 годы — советником Политического департамента МИДа Финляндии.
С 1997 по 2000 годы занимал должность советника-посланника в Посольстве Финляндии в Китае, а с 2000 по 2004 годы должность руководителя по управлению персоналом административного департамента МИДа Финляндии.
С 2004 по 2007 годы трудился на должности посланника и заместителя Главы Миссии Посольства Финляндии в России.
В 2007 году назначен на должность Чрезвычайного и Полномочного Посла Финляндии на Украине и 6 сентября вручил свои вверительные грамоты президенту Украины Виктору Ющенко.
Указом президента Финляндии Саули Нийнистё от 1 февраля 2016 года назначен Чрезвычайным и Полномочным Послом Финляндии в Литве с 1 сентября 2016 года.
Кроме родного шведского, владеет финским, английским, немецким, русским, украинским, испанским и французским языками.